# Pseudagapostemon cyaneus
Pseudagapostemon cyaneus är en biart som beskrevs av Jesus Santiago Moure och Sakagami 1984. Pseudagapostemon cyaneus ingår i släktet Pseudagapostemon och familjen vägbin. Inga underarter finns listade i Catalogue of Life.